# Kria
Kriʿa (hebräisch קְרִיעָה Qrīʿah, deutsch ‚Zerreißen/Auseinanderreißen‘) bezeichnet das Zerreißen bzw. Einreißen der Kleider als jüdischer Trauerbrauch (Gen. 37,29; I. Sam. 4,12; II. Kön. 5,8). Die Kriʿa besteht in einem Riss von der Länge einer Spanne, die nur beim Tode naher Verwandter, und zwar beim Tod der Eltern auf der linken Seite und in allen Gewändern, die man anhat (außer in Hemd und Mantel), beim Tod von Kindern, Geschwistern und Ehegatten auf der rechten Seite des Obergewandes angebracht wird.

## Das Einreißen der Kleider
Meist nach dem Kaddisch reißt man aus Trauer um den Toten seine Kleider ein. Ein Mitglied der Chewra Kadischa tritt zu jedem einzelnen Trauernden und reißt den Saum seines Gewandes ein, und dann sagt der Trauernde einen Segensspruch (Baruch dajan haʾemet, „Gelobt sei der gerechte Richter“) und ergreift die Ecke des Gewandes, zieht es stärker nach unten und vergrößert auf diese Weise eigenhändig den Riss. Eine Frau der Chewra Kadischa vollzieht die gleiche Handlung bei den trauernden Frauen. Ist der Vater oder die Mutter gestorben, wird das Gewand an der linken Seite des Trauernden eingerissen, bei anderen Verwandten rechts. Ein Riss über den Tod eines Vaters oder einer Mutter wird nie wieder geflickt, und das Gewand wird nach der Schivʿa, der siebentägigen Trauerwoche, nicht zum Ausbessern weggegeben; dagegen kann der Riss über den Tod eines anderen Verwandten geflickt werden.